# Amphinemura trialetica
Amphinemura trialetica is een steenvlieg uit de familie beeksteenvliegen (Nemouridae). De wetenschappelijke naam van de soort is voor het eerst geldig gepubliceerd in 1957 door Zhiltzova.